# Agrostis bogotensis
Agrostis bogotensis é uma espécie de gramínea do gênero Agrostis, pertencente à família Poaceae.